# 2025年歐洲超級盃
2025年歐洲超級盃是第 50 屆歐洲超級盃賽事，是一項歐洲足球協會主辦，由歐洲兩項最高級別的球會賽事，即歐洲冠軍聯賽與歐霸盃冠軍球隊之間的一場對壘。賽事在2025年8月13日，於意大利烏甸尼的弗留利球場舉行。
皇家馬德里為衛冕球隊。然而，他們在2024–25年歐洲冠軍聯賽中的半準決賽中被阿仙奴淘汰而未能衛冕。

## 主辦國遴選
2024年12月16日，歐洲足協行政委員會於瑞士洛桑舉行的會議上，任命意大利烏甸尼的弗留利球場為賽事的主辦球場。

## 賽事

### 詳細
歐洲冠軍聯賽冠軍會被指定為行政上的「主隊」。
| 巴黎聖日耳門                | 2–2  | 熱刺                      |
| --------------------------- | ---- | ------------------------- |
| - 李剛仁 85' - 拉莫斯 90+4' | 報告 | - 雲迪芬 39' - 羅美路 48' |
|                             |      |                           |
|                             | 4–3  |                           |

|  |

## 外部連結
- 官方网站